# Morten Skoubo
Morten Skoubo (Holstebro, Dinamarca, 30 de junio de 1980), exfutbolista danés. Jugaba de delantero centro y su último equipo fue el Delhi Dynamos FC de la Superliga de India. 

## Biografía
Debutó en la Superliga Danesa de Fútbol la temporada 1999-2000 con el FC Midtjylland, en el que permaneció 4 temporadas jugando 56 partidos y marcando 24 goles.
En 2002 ficha por el Borussia Mönchengladbach de Alemania en el que permaneció hasta 2004 jugando 28 partidos y marcando 4 goles. Aunque debutó con la Selección danesa en esta época, con el equipo alemán no acabó de despegar, por lo que fue cedido al West Bromwich Albion Football Club, aunque tras 6 meses regresó a Alemania habiendo jugado solo 2 partidos con el equipo inglés.
Para la temporada 2004-2005 regresa a Dinamarca al fichar por uno de los equipos punteros de la Superliga Danesa de Fútbol, el Brøndby IF. En este equipo recupera su olfato goleador formando una gran pareja de ataque junto al internacional sueco Johan Elmander. Durante esta etapa juega 47 partidos marcando 21 goles consiguiendo un doblete.
La temporada 2005-2006, durante el periodo de fichajes de invierno de La Liga es traspasado a la Real Sociedad por 2,255M€, con la que termina la temporada jugando 18 partidos anotando 5 goles. Tras un inicio muy bueno su nivel de juego fue decreciendo. Una serie de extrañas lesiones le tuvieron casi apartado la temporada 2006-2007 de los terrenos de juego, habiendo jugado tan solo 169 minutos en 5 partidos como suplente. Tras el descenso del club a Segunda división en 2007, la historia se repitió en la siguiente temporada, en la que continuos problemas físicos le impidieron rendir. Solo jugó 8 partidos esa temporada.
De cara a la temporada 2008-09 fue traspasado al FC Utrecht de la Eredivisie neerlandesa a cambio de 300.000 euros y un variable por los resultados que obtenga el equipo neerlandés .

## Selección nacional
Ha sido internacional con la selección de fútbol de Dinamarca en 6 ocasiones, marcando 1 gol.
Debutó en Luxemburgo el 11 de junio de 2003 en el Luxemburgo 0-2 Dinamarca de clasificación para la Eurocopa.

## Clubes
| Club                     | País         | Año       |
| ------------------------ | ------------ | --------- |
| FC Midtjylland           | Dinamarca    | 1999-2002 |
| Borussia Mönchengladbach | Alemania     | 2002-2004 |
| West Bromwich Albion     | Inglaterra   | 2004      |
| Brøndby IF               | Dinamarca    | 2004-2006 |
| Real Sociedad            | España       | 2006-2008 |
| FC Utrecht               | Países Bajos | 2008-2009 |
| Roda JC                  | Países Bajos | 2009-2011 |
| Odense BK                | Dinamarca    | 2011-2014 |
| Delhi Dynamos FC         | India        | 2014      |

## Títulos

### Campeonatos nacionales
| Título            | Club       | País      | Año  |
| ----------------- | ---------- | --------- | ---- |
| SAS Ligaen        | Brøndby IF | Dinamarca | 2005 |
| Copa de Dinamarca | Brøndby IF | Dinamarca | 2005 |